# 中原麻衣・ゆうまおの@ミニシアター
中原麻衣・ゆうまおの＠ミニシアター（なかはらまい・ゆうまおのあっとみにしあたー）は、ランティスウェブラジオにて配信されているインターネットラジオ番組。パーソナリティは、中原麻衣とゆうまお。
声優 中原麻衣とシンガーソングライター ゆうまおの二人が、恋愛についてフリートーク・歌を交えながらトークする番組である。

## 概要
中原麻衣の音楽CD発売関連で2005年4月より放送開始した番組で、当初は地上波およびインターネット配信されていたが、地上波での放送は2005年6月に終了し第14回よりインターネットのみでの配信となったが放送時間は30分に拡大された。
本放送は2005年10月に終了し、現在は不定期配信となっている。
また、ラジオCDが2005年夏に発売された。

## 放送時間
- 本放送
  - ラジオ大阪、TBSラジオ（2005年4月～2005年6月 全13回）
  - ランティスウェブラジオ（2005年4月～2005年10月 全30回）

- 不定期配信
  - 早稲田祭　ヒロインゼミナール（2005年12月）
  - ダブルリリーススペシャル！（2006年2月）

## コーナー
- 恋の二択
- 小さな恋のメロディ
- メッセージ イン ア ボトル

## 関連CD
- 中原麻衣・ゆうまおの＠ミニシアター～恋愛の理想と現実編～（2005年8月3日発売）

トーク・ミニドラマ・番組でリスナーと共に作った曲『Party!』などを収録。